# Трн (Битољ)
Трн је насеље у Северној Македонији, у јужном делу државе. Трн припада општини Битољ.

## Географија
Насеље Трн је смештено у јужном делу Северне Македоније. Од најближег већег града, Битоља, насеље је удаљено 10 km североисточно.
Трн се налази у средишњем делу Пелагоније, највеће висоравни Северне Македоније. Насељски атар је равничарски, док се даље, ка југозападу, издиже планина Баба. Источно од села тече Црна река. Надморска висина насеља је приближно 580 метара.
Клима у насељу је умереноконтинентална.

## Становништво
Трн је према последњем попису из 2021. године имао 87 становника.
| Национални састав према попису из 2021.‍ | Национални састав према попису из 2021.‍ | Национални састав према попису из 2021.‍ | Национални састав према попису из 2021.‍ | Национални састав према попису из 2021.‍ |
| --------------------------------------- | --------------------------------------- | --------------------------------------- | --------------------------------------- | --------------------------------------- |
|                                         |                                         |                                         |                                         |                                         |
| Македонци                               | Македонци                               |                                         | 79                                      | 90,8%                                   |
| непописани                              | непописани                              |                                         | 8                                       | 9,2%                                    |

Већинска вероисповест био је православље.